# Fernando Navarrete (ekonomista)
Fernando Francisco Navarrete Rojas (ur. 24 stycznia 1976 w Madrycie) – hiszpański ekonomista i urzędnik państwowy, poseł do Parlamentu Europejskiego X kadencji.

## Życiorys
Ukończył studia ekonomiczne na Uniwersytecie Complutense w Madrycie. Odbył studia podyplomowe z ekonomii i finansów w fundacji banku centralnego CEMFI, a także program z zakresu przywództwa w zarządzaniu publicznym w szkole biznesowej IESE. Pracował w dyrekcji do spraw regulacji Banku Hiszpanii. W 2007 został dyrektorem sekcji do spraw ekonomii w fundacji FAES kierowanej przez José Maríę Aznara. Od 2012 pełnił funkcję dyrektora finansowego publicznej instytucji pożyczkowej Instituto de Crédito Oficial. W 2018 kierował sekretariatem generalnym skarbu państwa. W tym samym roku objął stanowisko dyrektora gabinetu prezesa Banku Hiszpanii, które zajmował do 2024.
W wyborach w 2024 z ramienia Partii Ludowej został wybrany w skład Parlamentu Europejskiego X kadencji.